# 拉孔鎮區 (印第安納州帕克縣)
拉孔鎮區（英語：Raccoon Township）是位於美國印第安納州帕克縣的一個行政鎮區。

## 地方資料
根據2010年美國人口普查的數據，拉孔鎮區的面積為96.10平方千米，當中陸地面積為96.00平方千米，而水域面積為0.10平方千米。當地共有人口659人，而人口密度為每平方千米6.86人。